# Rhipidolestes janetae
Rhipidolestes janetae är en trollsländeart som beskrevs av Wilson 1997. Rhipidolestes janetae ingår i släktet Rhipidolestes och familjen Megapodagrionidae. Inga underarter finns listade i Catalogue of Life.